# 旺季志ずか
旺季 志ずか（おうき しずか、2月14日 - ）は、元俳優、日本の脚本家、小説家、劇作家、演出家であり、アイドルグループ吉本坂46のメンバーである。吉本興業所属。徳島県あなんふるさと大使。徳島県阿南市出身、立教大学文学部日本文学科卒業、血液型はB型。

## 略歴
徳島県阿南市にて2月14日に生まれる。阿南市立長生小学校、阿南市立阿南第一中学校、徳島県立富岡西高等学校、立教大学文学部日本文学科卒業。学生時代、芝居に夢中になり女優を志すも挫折。売れない女優を長くやったあとコネを作りに通ったシナリオ作家協会主催のシナリオ講座を受講。初めてシナリオを書き「何だ！この楽しさは！」と思う。講師であった松本功に師事し脚本家に転身。
日本放送作家協会主催、NHK後援、創作テレビドラマ脚本懸賞に『妖精の詩が聞こえる』で佳作入賞。
高層ビルガラス清掃から銀座ホステスまで50種類の職業を経験し、ド貧乏、シングルマザー、イジメ不登校、共依存、恋愛依存、熟年結婚、ステップファミリーなど、あらゆるテーマを実体験からつづれるのが強み。
テレビドラマ『カラマーゾフの兄弟』（フジテレビ）『女帝』（朝日放送／テレビ朝日）『はぐれ刑事純情派』（テレビ朝日）『ストロベリーナイト』（フジテレビ）『正義の味方』（日本テレビ）『特命係長 只野仁』（テレビ朝日）『トイレの神様』（毎日放送）『佐賀のがばいばあちゃん』（フジテレビ）はいずれもヒット。
2013年（平成25年）より、徳島県あなんふるさと大使に就任。
2015年（平成27年）初上梓した小説『臆病な僕でも勇者になれた七つの教え』は、エンタメ自己啓発という新しいジャンルを切り開いたと評判になり、発売5日で5万部を突破。
2017年（平成29年）『臆病な僕でも』の姉妹編ともいえる小説『虹の翼のミライ』を発表。同年、初めて作・演出した、古事記ミュージカル『天の河伝説』は池袋公演が好評で、翌年の壱岐公演は、離島にもかかわらず千席が数分で完売した。このミュージカルは2019年に銀座 博品館劇場にて再演。瀬織津姫の復活を描くラブストーリは女性を中心に熱狂的なファンを集め2500席を完売。再演を望む声も多い。
2018年（平成30年）約6000人の中から6次審査まであるオーディションを通過し、国民投票第1位を2度も経て合格。吉本坂46のメンバーとしてソニーミュージックからデビュー、アイドル活動を開始した。同年YouTubeチャンネル『【旺季志ずか】自分を生きる応援チャンネル』を開設。
2019年（令和元年）『ええじゃないか文化祭』の主催、総合演出。芝居、歌、ダンスなどで「プロとアマチュアが混在する」という画期的なコンセプトのもと、開催される。プロとアマチュアの垣根を超えて「好き」を表現するこのイベントは、平日にもかかわらず1500人を動員。芝居未経験者を集め、演出や演技指導などを行なった「旺季塾」の初舞台の場も設けられ、塾生の芝居は、素人とは思えない表現力で、会場が拍手喝采となった。
2020年（令和2年）舞台『大人の麦茶』で女優デビュー。同年10月Happy主催の「シンデレラプロジェクト2020」では、幕張メッセにて新刊『モテ薬』の世界観を元にした、ショーステージを上演。ミステリー小説『モテ薬』を発刊。スタップ細胞事件をモチーフにした同作は、毒々しい世界を描いたにもかかわらず、清々しい読後感で勇気が出ると評判になっている。同年11月、演劇✖️自分を生きる『BSD（Brilliant Soul Design method)ミュージカル＆アクティングスクール』卒業公演を新国立劇場小劇場で上演。年齢や経歴に関係なく、スクール生全員が主役、ひとりひとりが輝く舞台を実現。来場者の魂を揺さぶり、感動の声が多数寄せられている。
2023年（令和5年）作・演出、総指揮を務めたミュージカル「THESTAR悪魔と契約した男」を新宿シアターサンモール劇場にて上演。主演にミュージカル界屈指の天才カメレオン俳優と名高い原田優一氏を迎え、『深い癒しを起こす体感型日本初オリジナルミュージカル』として、オンライン配信を含め3,200名の動員を果たし、観客を感動の渦に巻き込んだ。
心理学や自己啓発を学び、多数のカウンセリングやセラピーの資格を持つ。その知恵を物語に織り込んだエンタメ自己啓発というジャンルを確立した。
「自分であれば、夢が叶う」「脚本家が語る恋愛、結婚観」「自分の才能（ソウルビジネス）を見つける法」「パートナーを魅力的な恋人にかえるメイクラブ」など多岐にわたったテーマで講演活動を行っている。
「絶望の中に希望を描く」をモットーに、ポジティブでたくましい感性で人生を捉え、悩める社会人の為に、YouTubeチャンネル「旺季志ずかの宇宙は舞台」で発信している。

## 人物
- 好きな食べ物は、たこ焼き、おつけもの、卵かけご飯[1]
- 趣味は、意識研究、旅行、読書、サーフィン、スキンダイビング[1]
- 特技は、阿波踊り[1]
- チャームポイントは、ノー天気な笑顔[1]
- 将来の夢は、歌って踊れる世界の演出家[1]
- 好きな言葉は「何才からでも夢はかなうよ！心のワクワクは神さまからのメッセージ♡」[1]
- 平家の武士の末裔で庄屋の家に生まれる
- 多資格を持つ。『中学高校国語教師』『自動車免許』『米国ヒプノセラピスト』『米国再評価カウンセラー』『心屋カウンセラー』
- 好きな本は『赤毛のアン』、好きな作家は向田邦子
- 旺季志ずかの書く作風は『ドラマチックで毒々しいこともどこか軽やかで安心して楽しめる』と言われる。

## 作品

### 単発ドラマ
- 佐賀のがばいばあちゃん（フジテレビ系、2007年）
- 世にも奇妙な物語（フジテレビ系）
  - 秋の特別編「ドラマティックシンドローム」（2001年）
  - 秋の特別編「知らなすぎた男」（2002年）
  - 秋の特別編「不幸せをあなたに」（2004年）
  - 秋の特別編「過去が届く午後」（2005年）
- 特命係長 只野仁スペシャル（テレビ朝日系）
- 「会いたかった〜代理母出産という選択」（フジテレビ系、2007年）
- 三十万人からの奇跡〜二度目のハッピーバースディ〜（テレビ東京系、2008年）
- 「おふくろ先生の診療日記3」（毎日放送）
- その時までサヨナラ（WOWOWドラマW、2010年）
- トイレの神様（毎日放送）モナコテレビ祭、上海テレビ祭、作品賞ノミネート
- 東野圭吾3週連続スペシャル・回廊亭殺人事件（フジテレビ系、2011年）
- エンドレスアフェア〜終わりなき情事〜(前後編）（LaLaテレビ、2014年）
- 光る崖（フジテレビ、2016年）
- 湊かなえスペシャル「往復書簡」（TBS、2016年）

### 連続ドラマ
- はぐれ刑事純情派（テレビ朝日系）
- 温泉へ行こう2、3、4（TBS系、2000年、2002年、2003年）
- パパ トールド★ミー 大切な君へ（NHK、2003年）
- 特命係長 只野仁（テレビ朝日系、2003年、2005年、2007年）
- アットホーム・ダッド（フジテレビ系、2004年）
- ガチバカ!（TBS系、2006年）
- 女帝（テレビ朝日系、2007年）
- スワンの馬鹿! 〜こづかい3万円の恋〜（2007年10月 - 、フジテレビ）
- 正義の味方（2008年7月、日本テレビ系）
- とめはねっ! 鈴里高校書道部（2010年、NHK）
- 女帝 薫子（2010年、テレビ朝日）
- モリのアサガオ（2010年、テレビ東京）共作
- 桜からの手紙 〜AKB48 それぞれの卒業物語〜（日本テレビ、2011年）
- バラ色の聖戦（2011年、テレビ朝日）
- ストロベリーナイト（2012年、フジテレビ）
- Wの悲劇（2012年　テレビ朝日）
- 償い（2012年　NHK BSプレミアム）
- カラマーゾフの兄弟（2013年、フジテレビ）
- 黒服物語（2014年、テレビ朝日）
- 屋根裏の恋人（2017年、東海テレビ）

### 映画
- 借王（1997年） - 和泉聖治・香月秀之監督
- 借王2（1997年） - 和泉聖治・香月秀之監督
- こころざし〜舎密を愛した男（2010年）
- エンドレスアフェア〜終わりなき情事（2014年）

### 舞台
- ビューティ演劇〜14番目の月（2013年、シブゲキ）－作
- 天の河伝説（2017年、シアターグリーン）（2018年、壱岐文化ホール）（2019年、銀座博品館劇場） - 作・演出 /出演　舞羽美海、江田恵、鯨井康介、宮原奨伍、花戸祐介、砂山康之、Ｍｉｎｋ、竹原芳子、勝倉小百合、Happy（竹腰紗智）ほか
- 縄文祭～天の河伝説その後（2018年　壱岐島筒城浜野外ステージ）－作・演出・出演
- 祭ＴＨＥ　ＯＮＥ（2019年、club ageha）　－ミュージカル部門演出、出演
- 大人の麦茶（2020年、ザ・スズナリ） - 女優として出演
- BSDミュージカル＆アクティングスクール卒業公演（2020年、新国立劇場小劇場）−プロデュース・総合演出
- 吉本坂46定期公演　第6弾　抱腹絶倒コメディ「夢かリアルか！？」（2021年、よしもと有楽町シアター）―プロデュース・作・演出・出演 / 出演：エハラマサヒロ・まちゃあき（エグスプロージョン）・大地洋輔（ダイノジ）・光永・ハラちゃん（東京シャンデリア）
- THESTAR悪魔と契約した男（2023年、シアターサンモール）ー作・演出・総指揮/出演：原田優一、緑川静香、蜂谷眞未、山本涼介、秋本奈緒美、大高洋夫、Cen 他
- 創世縁日（2024年10月、Great Luck FES）ー作・演出
- 創世縁日（2025年1月、ひふみフェス）ー作・演出

### イベント
- 「そろ生き」出版記念イベント「旺季志ずかトークライブ×ミュージカル」（2018年　なかのＺＥＲＯ）　演出・出演　ミュージカル部門に秋本奈緒美、沢木順、宮原奨伍、佐々木恵梨，都乃、Ｍｉｎｋほか出演。
- ええじゃないか文化祭（2019年、新宿文化センター大ホール）総合演出、「プロとアマチュアが混在する」というコンセプトで、芝居、歌、漫才、トーク、瞑想、マルシュなどの多彩なイベント、芝居：「夢かうつつか、悪魔か神か」なだぎ武×Happy、「同級生」宮原奨伍×岩橋良昌（プラス・マイナス）作・演出。漫才：プラス・マイナス、ラフレクラン、MC：ラフレクラン
- 2020年10月Happy主催「シンデレラプロジェクト2020」（幕張メッセ）『モテ薬』ショーステージ　作・演出。出演　美玖空、大森ヒロシ、小林玉季、皆川奈保子、鈴木智久
- ミステリー小説「モテ薬」刊行記念イベント「夢のパワーを取り戻せ！〜現実創造✖️女性性開花プログラム✖️オカリナ」(2020年、大阪中央公会堂）プロデュース・演出・出演。出演　アムリタ映蓮、さくらいりょうこ、Aiko、皆川奈保子、メグセレ、あっきゅん、伊藤静香
- 「宇宙存在ミラが教える最高にハッピーに生きるアイデア」出版記念イベント「ミラハピ祭」（2024年11月、なかのZERO）「父と娘とゴールデンオーヴ」ー作・演出／出演　ACT Company BSD

## 出演

### テレビ
- 太平記 (NHK大河ドラマ)（1991年、NHKテレビ） - 宮沢りえの友達役
- 女検事 霞夕子 闇の演出（1993年8月17日、日本テレビ）
- 愛と疑惑のサスペンス「いのちの誘拐」（1994年1月24日、関西テレビ） - 主婦役
- 有吉反省会（2017年9月16日、日本テレビ）
- 情報ライブ ミヤネ屋（2017年10月4日、読売テレビ)
- 有田哲平の夢なら醒めないで（2017年11月7日、TBS）
- 吉本坂46が売れるまでの全記録（2018年5月29日・7月24日・9月11日・9月18日・10月2日・12月18日、テレビ東京）
- ゴジカル!（2018年5月30日・2019年2月15日、四国放送）
- テレ東音楽祭（2018年6月27日、テレビ東京）

### 舞台
- コメディ「映画に出たい」（1989年、下北沢駅前劇場）- 主演
- コメディ「おかしな二人」 (1991年、下北沢駅前劇場）- ポッポ姉妹役
- 「ワーニャおじさん」(1992年、シアタートップス）- 主演
- 大人の麦茶「やっと味がする」（2020年、ザ・スズナリ）-華ちゃん先生にて客演
- コメディ「おかしな三姉妹」（2022年12月22日、旺季志ずかソロライブクリスマスディナーショー）-作・演出・出演

### 講演
- 好きを生きる（2012年4月、ねっと99夢フォーラム）
- 人生はドラマ以上にドラマ！（2013年6月、志縁塾）
- 脚本家・旺季志ずかが語る恋愛観、結婚観（2013年11月、徳島若者育成セミナー）
- 人生はドラマ以上にドラマ！第二弾〜恋愛、結婚につい（2013年12月、志縁塾）
- 自分史を物語にするシナリオ講座〜5回シリーズ（2014年2月 - 3月、志縁塾）
- 旺季志ずか・松澤壱子のエレガント講座〜幸せのピースを探して（2014年5月、リーガロイヤルホテル）
- シナリオづくりから学ぶ人生を遊びにする法（2015年1月、徳島県阿南市生涯学習講演）
- 船井フォーラム2016「無限の可能性、夢をかなえるパワーの封印を解く（2016年10月、パシフィコ横浜国立大ホール）
- 西野亮廣×旺季志ずかトークショー「生き方が仕事になる～肩書・役割の枠を超えていく」（2017年2月、文京シビックセンター）
- 「旺季志ずかが語る男女のコミュニケーション」（2017年5月、読書のすすめ主催）
- 癒しフェアin東京　武田双雲さん、鈴木エドワードさんとのトークショー（2018年8月、東京ビッグサイト）
- 癒しフェアin名古屋　辛酸なめ子さんとのコラボトークショー（2018年11月、ポートメッセなごや）
- 「人生をひっくり返す魔法の力を取り戻そう」（2018年、なかのＺＥＲＯ）
- テレビ大阪　アート＆てづくりバザールスペシャル講演「誰でも夢が叶う魔法をあなたに」（2019年3月、大阪南港ＡＴＣホール）
- 「自分を生きる～ありのままで輝く法」旺季志ずか×ＨＡＰＰＹ（2019年、新宿文化センター　大ホール）

ほかに、中学校・高等学校などで講演多数。

### セミナー
- 自分史を物語にするシナリオ講座（2014年1月 - 3月、志縁塾）
- 出版戦略セミナー いま売れる小説とビジネスライトノベルの可能性（2016年2月、エリエス）

### ネット配信
- 旺季志ずか しーちゃんねる（吉本坂46）（SHOWROOM） - 毎日配信

## 書籍
- 世にも奇妙な物語〜悲鳴〜（角川文庫、2002年3月1日） ISBN 978-4043560035
- 世にも奇妙な物語〜赤〜（角川文庫、2003年3月25日） ISBN 978-4043560059
- 特命係長 只野仁 リターンズ＋スペシャル（グリーンアロー出版社、2009年3月1日）　ISBN 978-4766334227
- 臆病な僕でも勇者になれた七つの教え（サンマーク出版、2015年）（角川文庫、2019年12月4日）　ISBN 978-4763135117
- 虹の翼のミライ（サンマーク出版、2017年）（角川文庫、2019年2月27日）　ISBN 978-4763136060
- 誰かのためも大切だけど、そろそろ自分のために生きてもいいんじゃない？」（Gakken、2018年5月15日）　ISBN 978-4054066373
- モテ薬(小学館、2020年9月18日）　ISBN 978-4093865937
- 宇宙存在ミラが教える最高にハッピーに生きるアイデア（ナチュラルスピリット、2024年）ISBN 978-4-86451-496-5